# 中央投資公司
中央投資股份有限公司（簡稱中投）是總部位於台灣台北市的投資控股公司，係中國國民黨於1971年成立，其財產之組成涉及侵占政府財產爭議，1995年辦理股票公開發行並在2007年下市成為私有公司。2024年1月25日中華民國最高行政法院判決中投公司與所屬公司股權均收歸國有，政府初步討論將改為官派董事、資產依《促進轉型正義基金收支保管及運用辦法》納入中華民國國家發展委員會的促進轉型正義基金。

## 歷史
中國國民黨的財務與黨產事業早期由財務委員會管理。在俞國華擔任該會主委期間，為了防止黨產遭私人登記侵佔，成立控股公司使黨產經營企業化。成立於1971年的中央投資公司是首間成立的投資控股公司，也是資本額最大的公司。
中央投資公司曾參與聯電、台積電的創立，為創始股東之一。在1980年代與1990年代，積極投資台灣的電子公司，如合勤科技等。
1988年，中央投資公司下，再成立環宇投資公司與中加投資發展公司。
1994年，國民黨宣告為法人組織。其控股公司主要有七間，分別為中央投資、光華投資公司、華夏投資公司、悅昇昌、啟聖、建華、景德，其中以中央投資與光華投資的規模最大。這兩間控股公司在1995年分別辦理股票公開發行，揭露其公司資訊。
在連戰擔任中國國民黨主席時重新清查黨產，將七間控股公司整合，只保留中央、華夏兩家。在2004年總統大選中，連戰提出政見將國民黨黨產信託。2003年1月23日，國民黨通過將中央投資公司信託案，由瑞士信貸銀行新加坡分行負責，並裁撤國民黨投管會。在此次敗選後，國民黨在9月終止信託契約。
在2008年總統大選中，馬英九再次提出黨產信託的政見。2007年6月27日國民黨中央常務委員會通過中投信託案，將中投公司下市並信託成為私有公司。
2010年，欣裕台公司從中央投資公司中分割出來，成為獨立子公司。
2016年11月25日，不當黨產處理委員會決議，國民黨應於收到處分書的30天內，將所持有的中央投資公司、欣裕台公司全數股權移轉為中華民國所有。國民黨、中投公司與欣裕台公司分別提出行政訴訟並提出釋憲，2018年台北高等行政法院判決國民黨敗訴，2020年8月大法官會議認定黨產條例合憲後法院繼續審議，2023年7月二審最高行政法院廢棄原判決發回更審，2023年8月最高行政法院駁回中投、欣裕台獨立參與國民黨訴訟聲請案確定，2024年1月25日最高行政法院駁回國民黨上訴，股權移轉為國有確定。

## 旗下公司
- 欣裕台公司
  - 齊魯企業：股權欣裕台95％股權、欣光華5％，有齊揚開發
- 欣光華公司：持有台北車站特定專用區C1土地505坪
- 中華日報
- 裕台開發
- 中園建設

## 主要轉投資公司
證券投信類：
- 中興票券
- 國際票券
- 國際投信
- 環宇投資
- 中加投資

壽險類：
- 中央產險
- 幸福人壽

化工類：
- 台灣苯乙烯
- 中美和
- 中興電工
- 東聯化學

金融類：
- 中華開發
- 復華金控
- 高雄企銀

營建類：
- 中鼎工程
- 建台水泥
- 信大水泥
- 亞洲水泥
- 新新天然氣
- 灃水營造
- 漢洋建設
- 永昌建設
- 宏啟建設
- 啟祥實業
- 中輝建設
- 金泰建設

其他：
- 清宇環保
- 德記洋行
- 合勤科技
- 遠東航空
- 帛琉大飯店：中投公司持股80％